# Baziaș (Caraș-Severin)
Baziaș (en serbe en écriture cyrillique : Базијаш) est un village dans la commune de Socol dans le comté de Caras-Severin, Banat, Roumanie . 
Il convient de noter que c'est là que le Danube entre en Roumanie et que le premier chemin de fer sur le territoire roumain a été construit entre Baziaș et Oravița . 

## Vestiges archéologiques

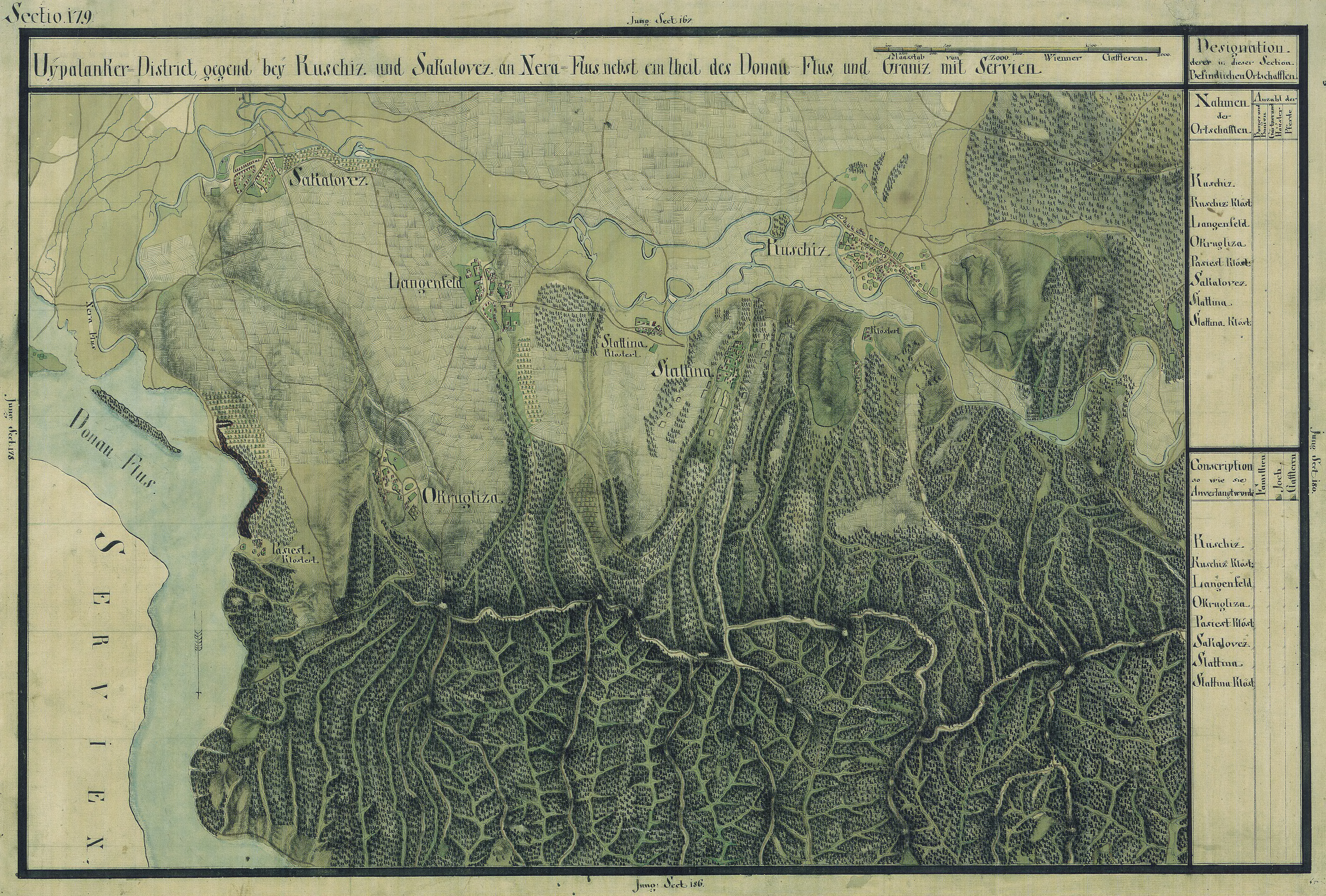
Carte géographique du Banat, 1769-1772

- Traces du camp romain de Lederata .

## Personnalités
- Gyula Semjén (1907-1956 ), écrivain, traducteur littéraire
- Petru Dumitriu (1924-2002 ), historien, romancier, écrivain.